# 캔디 케인 2 - 데드 어헤드
《캔디 케인 2: 데드 어헤드》(영어: Joy Ride 2: Dead Ahead)는 미국과 캐나다에서 제작된 루이스 모노 감독의 2008년 공포 DVD 영화이다. 《캔디 케인》(2001)의 속편이다. 니키 에이콕스 등이 출연하였고, 코니 돌핀 등이 제작에 참여하였다.

## 출연
- 니키 에이콕스
- 닉 재노
- 로라 조던
- 카일 슈미드
- 마크 기번
- 크리스털 베어바
- 캐스린 커크패트릭
- 롭 카펜터
- 고든 티플
- 리베카 데이비스
- 대니얼 브왈로
- 라일 세인트고더드
- 매켄지 그레이
- 숀 타이슨
- 크리스 캘훈
- 가디너 밀러
- 콜렛 힐스

## 기타 제작진
- 공동 제작: 크레이그 포러스트
- 배역: 제이슨 L. 우드
- 미술: 브렌턴 해런
- 세트: 빅토리아 소더홈
- 의상: 로레인 카슨